# Cauterize
Cauterize est un groupe de punk rock et rock alternatif canadien, originaire d'Oshawa, en Ontario. Formé officiellement en 1998, le groupe publie son premier album en 1999, alors qu'il est connu sous le nom de T.O.E.. Le groupe compte au total cinq albums studio, avant sa séparation en 2007.

## Biographie
Le groupe est initialement formé en 1995 sous le nom de T.O.E. C'est en 1999 que sort le premier album du groupe, Take Off Eh!, suivi en 2001 de The Moment I Cauterize. À cette époque, le groupe n'avait signé sous aucun label.
En 2003, le groupe change de nom pour devenir Cauterize et sort l'album So Far from Real, sous le label Wind-up Records,. Parmi les onze pistes de l'album, Choke et Killing Me, les deux singles sont insérées dans le jeu vidéo 1080° Avalanche, sorti sur Nintendo Gamecube, ainsi qu'un clip de Choke. Something Beautiful est tournée en clip qui est réalisé par Nathan « Karma » Cox (Linkin Park, Disturbed). Shooting Stars est une des chansons du film Eurotrip (sorti en 2004).
Le groupe part en tournée avec des groupes tels que Hoobastank ou Evanescence, puis quittent le label Wind-up Records. En 2005, Chuck Coles, un troisième guitariste, rejoint le groupe, ce qui modifie la musique du groupe. Le 22 juin 2005, le groupe diffuse un quatrième album (sans label), Paper Wings. Après la sortie de celui-ci ils signent avec le label High 4, et enregistrent de nouveau l'album, en y ajoutant quatre nouvelles chansons et une nouvelle version de Closer. En 2007, le groupe sort un cinquième album Disguises, et annonce sa séparation.

## Membres
- Jesse Smith - chant, guitare (1998–2007)
- Josh Slater - guitare, voix secondaire (1998–2007)
- Jason Bone - basse, voix secondaire (1998–2007)
- Matt Worobec - percussions (1998–2007)
- Chuck Coles - guitare solo (2005–2007)

## Discographie
- 1999 : Take Off Eh! (sous le nom de T.O.E.)
- 2001 : The Moment I Cauterize (sous le nom de T.O.E.)
- 2003 : So Far from Real
- 2005 : Paper Wings
- 2007 : Disguises
- 2007 : Unmasked (EP)